# Francisco Medel del Castillo
Francisco Medel del Castillo fue un librero y bibliógrafo español del primer tercio del siglo XVIII.
Poco se sabe sobre él. Era mercader de libros en la plazuela de la Paz (Madrid) y en 1735 publicó el más importante de los catálogos de teatro clásico español del Antiguo Régimen, el Índice general alfabético de todos los títulos de comedias que se han escrito por varios autores, antiguos, y modernos y de los Autos Sacramentales y alegóricos, assi de D. Pedro Calderón de la Barca, como de otros autores clásicos. Este índice y todas las comedias y Autos que se comprehenden en él, se hallarán en casa de los Herederos de Francisco Medél del Castillo... (Madrid: Alfonso de Mora, 1735), que, a causa de su utilidad, fue reimpreso en Revue Hispanique, 75 (1929), 144-369. Publicó además las Obras líricas y cómicas, divinas y humanas, de Antonio Hurtado de Mendoza (Madrid: Juan de Zúñiga, 1728). Su marca de librero era una orla con motivos vegetales en cuyo centro, rodeadas de dos flores de lis de doble estambre, se situaban sus iniciales: F. arriba, C. abajo, M. a la izquierda y D. a la derecha.